# Grunerstraße (Berlin)
Die Grunerstraße im Berliner Ortsteil Mitte ist mit einer Länge von rund 760 Metern als Teil der Bundesstraße 1 eine wichtige innerstädtische Verbindung. Sie ist nach dem preußischen Politiker und ehemaligen Berliner Polizeipräsidenten Justus von Gruner benannt.

## Verlauf und Bebauung
Die Straße wurde 1890 als Verbindungsstraße zwischen Alexanderplatz und Neuer Friedrichstraße (seit 2001: Anna-Louisa-Karsch-Straße und Littenstraße) angelegt. Ihre Benennung bezieht sich auf das damals vollendete Polizeipräsidium Alexanderplatz, an dessen Stirnseite sie auf halber Länge der damaligen Straße vorbeiführte.
Ein erster Ausbau fand Ende der 1920er Jahre bis zum 25. November 1932 statt, als der westliche Teil der Straße bis zur Klosterstraße in die Grunerstraße einbezogen wurde. Er führte zu einer wesentlichen Verkehrserleichterung, entlastete er doch die bis dahin einzig vorhandene Ost-West-Straße, die Königstraße. In der Planungsphase 1925 wurden für diese Umbaumaßnahmen einschließlich Erwerb von Bauland und Abrissarbeiten rund 7,5 Millionen Mark angesetzt.

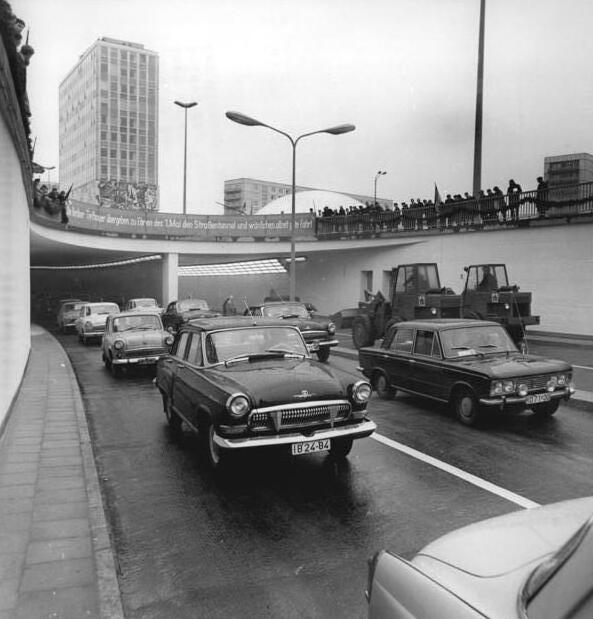
Tunnel Grunerstraße, 1969

Eine erhebliche Verbreiterung und Verlängerung zum Molkenmarkt erfolgte beim Stadtumbau in den Jahren 1967–1969, als vor allem neue Wohnhäuser in der Leipziger Straße errichtet wurden. Dabei wurden Teile des später für das Amtsgericht Mitte und das Landgericht Berlin genutzten Justizgebäudekomplexes abgerissen. Nach dem Straßenausbau entstand eine durchgehende Verbindung zwischen dem Mühlendamm über die Grunerstraße bis zur Hans-Beimler-Straße (seit 1995: Otto-Braun-Straße). Um den Kreuzungspunkt mit der Karl-Marx-Allee / Alexanderplatz nicht zu stark zu belasten, wurden die mittleren Fahrspuren zwischen dem Stadtbahnviadukt und der Hans-Beimler-Straße in einen Tunnel gelegt. 2006 wurde die bis dahin an der Grunerstraße endende Alexanderstraße in Anlehnung an ihren früheren Verlauf über diese bis zur Kreuzung Karl-Marx-Allee und weiter der Straße Alexanderplatz zur Kreuzung Karl-Liebknecht-/Memhardstraße verlängert. Die Grunerstraße endet seitdem an der Alexanderstraße.

## Straßentunnel am Alexanderplatz

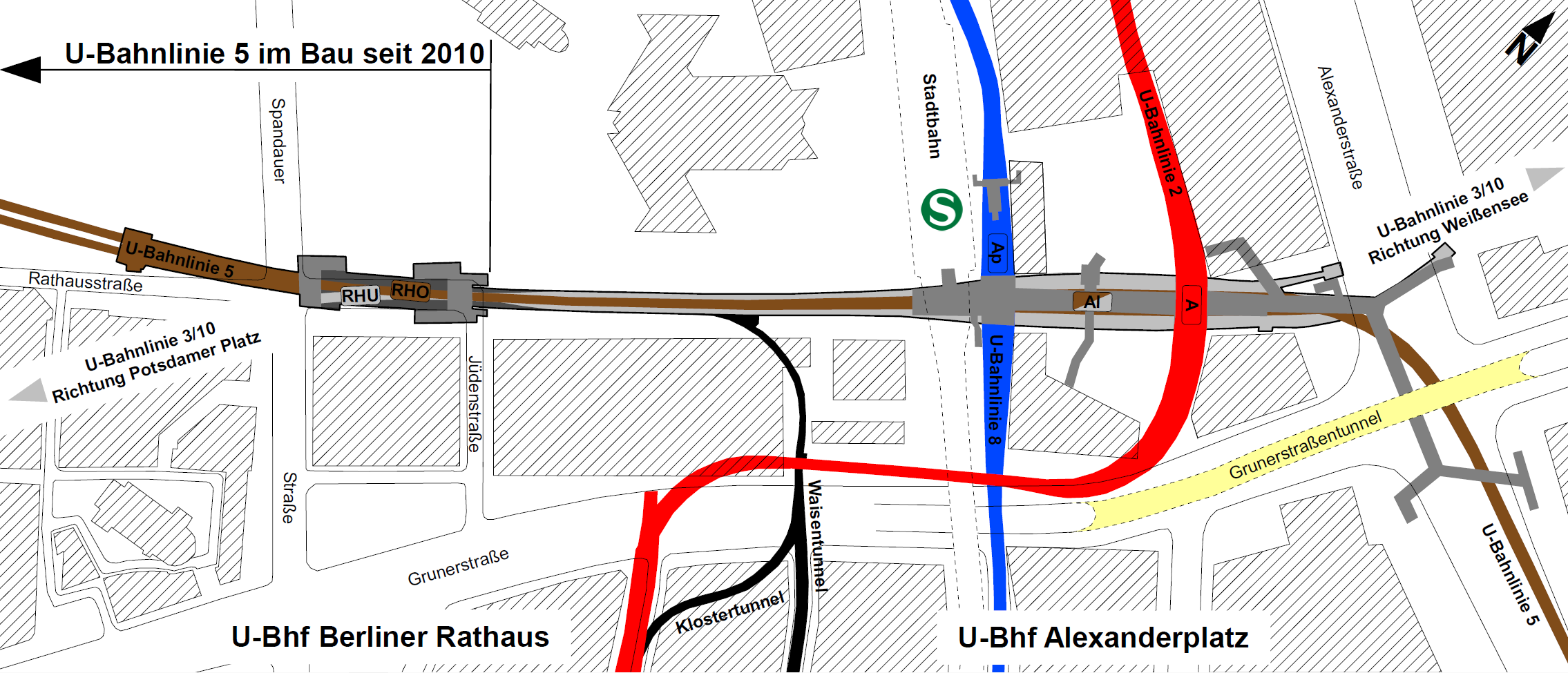
Tunnel am Alexanderplatz

Im Rahmen der Umbauten ab Oktober 1966 entstand im Verlauf der Grunerstraße ein neuer Straßentunnel, zuerst Grunerstraßentunnel genannt, der am 1. Mai 1969 eröffnet wurde. Im Rahmen von Sanierungen ab 2003 wurde er bei der zuständigen Senatsbehörde mit Verkehrstunnel Grunerstraße oder Straßentunnel an der Grunerstraße bezeichnet. In der öffentlichen Berichterstattung heißt das Bauwerk meist Straßentunnel am Alexanderplatz, wobei dies nicht mit dem Fußgängertunnel am Alexanderplatz verwechselt werden sollte, der von der U5 Alexanderplatz kommend teils den Straßentunnel auf einer anderen Ebene kreuzt.
Der Tunnel ist 650 m lang und hat zwei sieben Meter breite Fahrbahnen, die für je zwei Richtungsfahrstreifen genutzt werden. Mit der Sanierung 2003 wurden Planungen angestellt, den Autotunnel zusammen mit den Fußgängertunneln unter der verlängerten Alexanderstraße aufzugeben. Dies wurde jedoch mit Hinweis auf den Durchgangsverkehr durch die Innenstadt zurückgestellt, der Tunnel bleibt mittelfristig erhalten.

## Teilverlegung
Die Berliner Senatsverwaltung für Stadtentwicklung und Wohnen plante bereits seit etwa der Jahrtausendwende einen großflächigen Umbau zur Reurbanisierung der historischen Mitte. Dabei soll das Gebiet vom Alexanderplatz bis zur City West umgestaltet und das Gebiet um den Molkenmarkt als Schwerpunktbereich definiert werden. Kritisiert wurde die sechs- bis achtspurige Verkehrsführung zwischen Mühlendamm und Grunerstraße, die aus Sicht des Senats die zusammengehörigen nördlichen Abschnitte Alt-Berlins von den südlichen Bereichen trennte. Geplant ist, den Durchgangsverkehr auf tangentiale Straßen abzuleiten und den Kfz-Verkehr in der Innenstadt zu reduzieren. Konkret wurde die Grunerstraße „nach Norden entlang der Rückseite des Roten Rathauses und der Rathauspassagen“ verlegt. Der Straßenverlauf soll dabei durch neue Geschäfts- und Bürohäuser neu gefasst werden. Die Kosten für den Umbau will der Senat durch den Verkauf der neugeschaffenen Bauflächen in vollem Umfang refinanzieren. Die Bauarbeiten sollten bis 2014 durchgeführt werden.
Am 16. Januar 2023 wurde die neue Streckenführung eröffnet, bei der der Westabschnitt der Grunerstraße durch die bisherige Gustav-Böß-Straße ersetzt wird; die zunächst noch fehlenden Rechtsabbiegemöglichkeiten aus Richtung Spittelmarkt in Richtung Alexanderplatz folgten im März 2024, sodass damit der in der DDR-Zeit geschaffene Straßenverlauf auch in dieser Fahrtrichtung aufgegeben werden konnte.